# Richard Gambino
Richard Ignatius Gambino (5 de mayo de 1939 - 12 de enero de 2024) fue un autor y educador estadounidense. Profesor emérito del Queens College de la Universidad Municipal de Nueva York, fue pionero en el campo de los estudios italoaestadounidenses en la década de 1970. Es autor de Blood of My Blood: The Dilemma of the Italian Americans (1974) y cofundador de Italian Americana, una revista cultural e histórica revisada por pares dedicada a la vida italoestadounidense.

## Biografía
Gambino nació en Brooklyn, Nueva York, y creció en el barrio Red Hook. Su padre, Dominick, un inmigrante de Palermo, Sicilia, era inspector de medidores para Con Edison, mientras ques su madre, Catherine (Tranchina, de soltera), nacida en Estados Unidos, trabajó en una fábrica de hombreras y luego como contadora. Obtuvo un doctorado en filosofía en la Universidad de Nueva York.
En 1973, fundó el programa de estudios italoestadounidenses en el CUNY/Queens College. Fue la primera oferta conocida de este tipo en los Estados Unidos. Publicó un estudio sobre la experiencia italoestadounidense titulado Blood of My Blood: The Dilemma of the Italian Americans en 1974; fue bien recibido y se convirtió en un texto clásico. Ese mismo año, cofundó Italian Americana con Ernest Falbo y Bruno Arcudi.
En 1999, HBO estrenó la película Vendetta, protagonizada por Christopher Walken, basada en el libro basado en hechos reales de Gambino del mismo nombre, sobre los linchamientos de italianos del 14 de marzo de 1891 en Nueva Orleans. La obra de teatro de Gambino sobre Walt Whitman, Camerado, y otra obra sobre el Papa Pío XII, se representaron en Los Hamptons, Long Island.
Gambino murió el 12 de enero de 2024, a la edad de 84 años.